# Panagiotis Kone
Panagiotis Georgios Kone (Grieks: Παναγιώτης Γεώργιος Κονέ) (Tirana, 26 juli 1987) is een Grieks voetballer die bij voorkeur als aanvallende middenvelder speelt. Hij verruilde in augustus 2014 het dan net uit de Serie A gedegradeerde Bologna FC 1909 voor Udinese. Kone debuteerde in 2010 in het Grieks voetbalelftal.
Kone werd op 19 mei 2014 opgenomen in de Griekse selectie voor het wereldkampioenschap voetbal in Brazilië. In de eerste wedstrijd (3–0 verlies) werd Kone door bondscoach Fernando Santos als linkermiddenvelder opgesteld.
1 Karnezis ·
2 Maniatis ·
3 Tzavelas ·
4 Manolas ·
5 Moras ·
6 Tziolis ·
7 Samaras ·
8 Kone ·
9 Mitroglou ·
10 Karagounis  ·
11 Vyntra ·
12 Glikos ·
13 Kapino ·
14 Salpigidis ·
15 Torosidis ·
16 Christodoulopoulos ·
17 Gekas ·
18 Fetfatzidis ·
19 Papastathopoulos ·
20 Holebas ·
21 Katsouranis ·
22 Samaris ·
23 Tachtsidis ·
Coach: Santos